# 歐盟執法訓練機構
歐盟執法訓練機構（英文：European Union Agency for Law Enforcement Training，縮寫：CEPOL）於2001年由歐洲聯盟公署成立，原位於英國布林斯希爾，2014年搬遷至匈牙利布達佩斯，旨在聯合及促進各個歐洲國家的高層執法人員參與跨境打擊罪惡行動，維持公眾秩序穩定。

## 外部連結
- CEPOL （页面存档备份，存于）